# Kameno
Kameno (búlgaro:Камено) é uma cidade da Bulgária, localizada no distrito de Burgas. A sua população era de 4,848 habitantes segundo o censo de 2010.

## População
| Kameno | Kameno | Kameno | Kameno | Kameno | Kameno | Kameno | Kameno | Kameno | Kameno | Kameno | Kameno | Kameno | Kameno | Kameno | Kameno | Kameno | Kameno | Kameno | Kameno |
| --- | ------ | ------ | ------ | ------ | ------ | ------ | ------ | ------ | ------ | ------ | ------ | ------ | ------ | ------ | ------ | ------ | ------ | ------ | ------ |
| Ano | 1887   | 1910   | 1934   | 1946   | 1956   | 1965   | 1975   | 1985   | 1992   | 2001   | 2002   | 2003   | 2004   | 2005   | 2006   | 2007   | 2008   | 2009   | 2010   |
| População |        |        |        | …      | …      | 6,138  | 5,178  | 5,328  | 5,391  | 5,138  | 5,094  | 5,071  | 4,999  | 4,992  | 4,954  | 4,904  | 4,882  | 4,844  | 4,848  |
| Fontes: Instituto Nacional de Estatísticas, „citypopulation.de“, „pop-stat.mashke.org“, Bulgarian Academy of Sciences |        |        |        |        |        |        |        |        |        |        |        |        |        |        |        |        |        |        |        |